# Черемисов Микола Гаврилович
Микола Гаврилович Черемисов (10 лютого 1929, село Петрівське, тепер Балаклійського району Харківської області — 11 листопада 2015, місто Краматорськ Донецької області) — український радянський діяч, токар Новокраматорського машинобудівного заводу імені Леніна Донецької області. Депутат Верховної Ради УРСР 7—9-го скликань.

## Біографія
Освіта середня.
З 1946 року — учень токаря, токар сьомого механічного цеху Новокраматорського машинобудівного заводу Сталінської (Донецької) області.
Служив 5 років у Радянській армії, на флоті.
З 1954 року — токар Новокраматорського машинобудівного заводу імені Леніна Донецької області.
Потім — на пенсії у місті Краматорську Донецької області.

## Нагороди
- орден Леніна
- орден Трудового Червоного Прапора
- медалі